# Austur-Húnavatnssýsla
Austur-Húnavatnssýsla – jeden z 23 powiatów (sýsla) Islandii. Znajduje się w regionie Norðurland vestra. Największymi miastami są Blönduós i Skagaströnd.